# Suzanne Wajoka
Suzanne Wajoka, née le 2 janvier 2001 à Nouméa (Nouvelle-Calédonie), est une handballeuse internationale française évoluant au poste d'ailière gauche au Metz Handball, en Division 1.
Elle est la première joueuse néo-calédonienne à jouer pour l'équipe de France.

## Biographie

### Jeunesse et formation
Après avoir découvert le handball avec l'UNSS, Suzanne commence le handball en club à la Jeunesse sportive du Mont Dore (en) à Dumbea. Son potentiel est rapidement détecté, elle intègre le pôle de Nouvelle-Calédonie quelques mois plus tard. En 2016, elle rejoint le pôle espoirs du CJF Fleury Loiret Handball et joue régulièrement avec l'équipe réserve en Nationale 1 dès sa deuxième saison.
En 2017, elle participe au championnat d'Europe des moins de 17 ans où la France termine au pied du podium. En 2018, elle est sélectionnée pour le championnat du monde jeunes, où la France termine dixième.
Au début de la saison 2020-2021, elle intègre l'équipe première du CJF Fleury Loiret Handball et joue ses premiers matchs de première division, signant son premier contrat professionnel dans son club formateur en janvier 2021.

### Carrière en club

#### Premier contrat professionnel à Fleur (2021-2023)
Après une première saison professionnelle où elle a activement participé au maintien de son équipe en première division, et où elle a joué ses premiers matchs de Ligue européenne, Suzanne Wajoka est victime d'une rupture des ligaments croisés du genou droit au début de la saison 2021-2022 qui l'éloigne des terrains pendant plusieurs mois.
À la fin de l'année 2022, le CJF Fleury Loiret Handball se retrouve en liquidation judiciaire et dissout donc son équipe professionnelle. En janvier 2023, Suzanne s'engage, à compter de la saison suivante, avec l'ES Besançon pour deux ans.

#### Confirmation à Besançon (2023-2025)
Lors de la saison 2023-2024, Suzanne dispute 27 matchs et inscrit 91 buts, contribuant à la huitième place du club en championnat.
Pour sa seconde saison à Besançon, elle augmente ses statistiques en inscrivant 103 buts en 25 matchs de championnats, son club terminant à la cinquième place.
En janvier 2025, le club de l'ES Besançon annonce que Suzanne partira à la fin de la saison pour s'engager au Metz Handball pour une durée de un an,.

### En sélection
Après avoir été appelée à participer à un stage avec l'équipe de France en octobre 2024, Suzanne dispute ses deux premiers matchs internationaux en mars 2025 lors d'une double confrontation face à l'Allemagne, où elle inscrit 6 buts en tout.